# Liste der Kulturdenkmäler in Großenbach (Hünfeld)
Die folgende Liste enthält die in der Denkmaltopographie ausgewiesenen Kulturdenkmäler auf dem Gebiet des Ortsteils Großenbach der  Stadt Hünfeld, Landkreis Fulda, Hessen.
Hinweis: Die Reihenfolge der Denkmäler in dieser Liste orientiert sich an der Anschrift, alternativ ist sie auch nach der Bezeichnung, der vom Landesamt für Denkmalpflege vergebenen Nummer oder der Bauzeit sortierbar.
Kulturdenkmäler werden fortlaufend im Denkmalverzeichnis des Landes Hessen durch das Landesamt für Denkmalpflege Hessen auf Basis des Hessischen Denkmalschutzgesetzes (HDSchG) geführt. Die Schutzwürdigkeit eines Kulturdenkmals hängt nicht von der Eintragung in das Denkmalverzeichnis des Landes Hessen oder der Veröffentlichung in der Denkmaltopographie ab.

Das Vorhandensein oder Fehlen eines Objekts in dieser Liste ist keine rechtsverbindliche Auskunft darüber, ob es Kulturdenkmal ist oder nicht: Diese Liste entspricht möglicherweise nicht dem aktuellen Stand der offiziellen Denkmaltopographie. Diese ist für Hessen in den entsprechenden Bänden der Denkmaltopographie Bundesrepublik Deutschland und im Internet unter DenkXweb – Kulturdenkmäler in Hessen einsehbar. Auch diese Quellen sind, obwohl sie durch das Landesamt für Denkmalpflege Hessen aktualisiert werden, nicht immer aktuell, da es im Denkmalbestand immer wieder Änderungen gibt.
Eine verbindliche Auskunft erteilt allein das Landesamt für Denkmalpflege Hessen.
Nutze diese Kartenansicht, um Koordinaten in der Liste zu setzen. In dieser Kartenansicht sind Kulturdenkmale ohne Koordinaten mit einem roten bzw. orangen Marker dargestellt und können in der Karte gesetzt werden. Kulturdenkmale ohne Bild sind mit einem blauen bzw. roten Marker gekennzeichnet, Kulturdenkmale mit Bild mit einem grünen bzw. orangen Marker.
| Bild            | Bezeichnung                     | Lage                                                                                    | Beschreibung | Bauzeit | Objekt-Nr. |
| --------------- | ------------------------------- | --------------------------------------------------------------------------------------- | ------------ | ------- | ---------- |
| Bild gesucht BW | Immaculata                      | Am Bachgarten 7 LageFlur: 16, Flurstück: 41                                             |              |         | 37562 DDB  |
| Bild gesucht BW | Wegekreuz                       | Am Bachgarten 21 LageFlur: 27, Flurstück: 23/1                                          |              |         | 37563 DDB  |
| Bild gesucht BW | Wegekreuz                       | Am Bachgarten 23 LageFlur: 27, Flurstück: 23/2                                          |              |         | 37599 DDB  |
| Bild gesucht BW | Bildstock                       | Am Ciriachs LageFlur: 17, Flurstück: 50/1                                               |              |         | 37572 DDB  |
| Bild gesucht BW | Steinkreuz                      | Am Hauck LageFlur: 27, Flurstück: 23/2                                                  |              |         | 37598 DDB  |
| Bild gesucht BW | Heiliger Josef                  | Am Kalkstein 1 LageFlur: 11, Flurstück: 125/3                                           |              |         | 37587 DDB  |
| Bild gesucht BW | Heiliger Josef                  | Am Kalkstein 4 LageFlur: 12, Flurstück: 54/3                                            |              |         | 37564 DDB  |
| Bild gesucht BW | Fachwerkhaus                    | Am Lochberg 7 LageFlur: 11, Flurstück: 493/222                                          |              |         | 37582 DDB  |
| Bild gesucht BW | Bildstock                       | Am Schieberloh LageFlur: 19, Flurstück: 50                                              |              |         | 37812 DDB  |
| Bild gesucht BW | Muttergottes                    | An der blauen Liet LageFlur: 26, Flurstück: 35                                          |              |         | 37811 DDB  |
| Bild gesucht BW | Wegekreuz                       | Aufm toten Juden LageFlur: 27, Flurstück: 36                                            |              |         | 37600 DDB  |
| Bild gesucht BW | Wegekreuz                       | Egerring 2 LageFlur: 13, Flurstück: 35/13                                               |              |         | 37595 DDB  |
| Bild gesucht BW | Heiliger Josef                  | Glockengasse LageFlur: 11, Flurstück: 61/3                                              |              |         | 37565 DDB  |
| Bild gesucht BW | Fachwerkhaus                    | Glockengasse 5 LageFlur: 11, Flurstück: 66/2                                            |              |         | 37584 DDB  |
| Bild gesucht BW | Fachwerkhaus                    | Glockengasse 8 LageFlur: 11, Flurstück: 55/1                                            |              |         | 37585 DDB  |
| Bild gesucht BW | Holzkruzifix                    | Haselstraße 1 LageFlur: 11, Flurstück: 52/14                                            |              |         | 37566 DDB  |
| Bild gesucht BW | Fachwerkhaus                    | Haselstraße 5 LageFlur: 11, Flurstück: 37/2                                             |              |         | 37586 DDB  |
| Bild gesucht BW | Friedhofskapelle St. Ottilia    | Hinter der Lochkirche LageFlur: 3, Flurstück: 123/4                                     |              |         | 37570 DDB  |
| Bild gesucht BW | Friedhofskreuz, Grabsteine      | Hinter der Lochkirche LageFlur: 3, Flurstück: 123/4                                     |              |         | 641773 DDB |
| Bild gesucht BW | Muttergottes                    | Hinterm Berge LageFlur: 21, Flurstück: 98                                               |              |         | 37569 DDB  |
| Bild gesucht BW | Immaculata                      | Im kleinen Greß LageFlur: 17, Flurstück: 42                                             |              |         | 37568 DDB  |
| Bild gesucht BW | Muttergottes                    | Im Weihers LageFlur: 26, Flurstück: 1/2                                                 |              |         | 37747 DDB  |
| Bild gesucht BW | Wegekreuz                       | Kreuzstraße LageFlur: 11, Flurstück: 138/1                                              |              |         | 37567 DDB  |
| Bild gesucht BW | Wegekreuz                       | L 3171 LageFlur: 26, Flurstück: 44/3                                                    |              |         | 37601 DDB  |
| Bild gesucht BW | Gefallenen-Denkmal              | Melmstraße LageFlur: 3, Flurstück: 47/3                                                 |              |         | 37573 DDB  |
| Bild gesucht BW | Hofreite                        | Melmstraße LageFlur: 11, Flurstück: 75/1                                                |              |         | 37588 DDB  |
| weitere Bilder  | Katholische Kirche St. Antonius | Melmstraße 2 LageFlur: 11, Flurstück: 68/1                                              |              | 1838/40 | 37596 DDB  |
| Bild gesucht BW | Fachwerkhaus                    | Obere Straße 1 LageFlur: 11, Flurstück: 266/2                                           |              |         | 37578 DDB  |
| Bild gesucht BW | Fachwerkhaus                    | Obere Straße 3 LageFlur: 11, Flurstück: 662/272                                         |              |         | 37579 DDB  |
| Bild gesucht BW | Fachwerkhaus                    | Obere Straße 4 LageFlur: 11, Flurstück: 275/2                                           |              |         | 37580 DDB  |
| Bild gesucht BW | Fachwerkhaus                    | Obere Straße 7 LageFlur: 11, Flurstück: 2272/1                                          |              |         | 37581 DDB  |
| Bild gesucht BW | Fachwerkhaus                    | Obere Straße 10 LageFlur: 11, Flurstück: 277/2                                          |              |         | 37574 DDB  |
| Bild gesucht BW | Fachwerkhaus                    | Obere Straße 12 LageFlur: 11, Flurstück: 300/7                                          |              |         | 37575 DDB  |
| Bild gesucht BW | Backhaus                        | St.-Antonius-Straße LageFlur: 11, Flurstück: 209/18                                     |              |         | 37597 DDB  |
| Bild gesucht BW | Untermühle, Mühlgraben und Wehr | St.-Antonius-Straße 31/35, Mühlgraben, Hasel LageFlur: 23, Flurstück: 10, 11, 12, 24, 8 |              |         | 37576 DDB  |
| Bild gesucht BW | Heiliger Josef                  | St.-Antonius-Straße 32 LageFlur: 13, Flurstück: 4/19                                    |              |         | 37577 DDB  |
| Bild gesucht BW | Fachwerkhäuser                  | St.-Antonius-Straße 41 LageFlur: 11, Flurstück: 62/13                                   |              |         | 37589 DDB  |
| Bild gesucht BW | Fachwerkhaus                    | St.-Antonius-Straße 42 LageFlur: 11, Flurstück: 105/1                                   |              |         | 37590 DDB  |
| Bild gesucht BW | Fachwerkhaus                    | St.-Antonius-Straße 46 LageFlur: 11, Flurstück: 109/7                                   |              |         | 37591 DDB  |
| Bild gesucht BW | Stützmauer                      | St.-Antonius-Straße 47 LageFlur: 11, Flurstück: 160/2                                   |              |         | 37592 DDB  |
| Bild gesucht BW | Fachwerkhaus                    | St.-Antonius-Straße 70 LageFlur: 11, Flurstück: 151/2                                   |              |         | 37593 DDB  |
| Bild gesucht BW | Fachwerkhaus                    | St.-Antonius-Straße 88 LageFlur: 11, Flurstück: 264/8                                   |              |         | 37594 DDB  |